# Sten Hellberg (krögare)

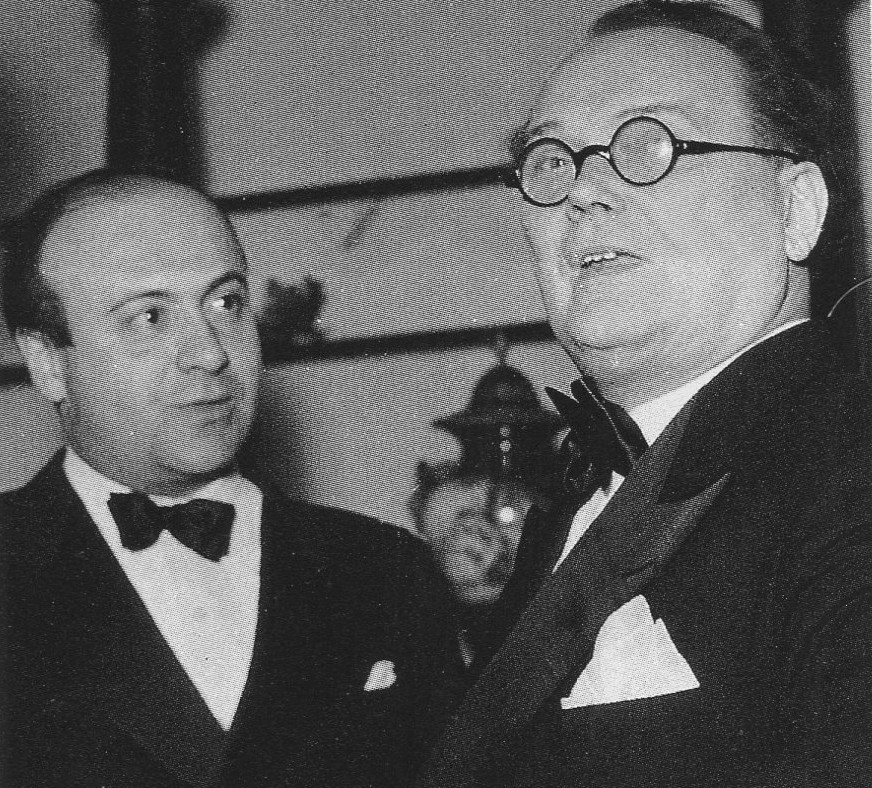
Sten Hellberg (till höger) med en gäst på Bellmansro 1944.

Sten Arvid Ossian Hellberg, född 28 november 1885 i Malmö Sankt Pauli församling, död 7 januari 1947 på sitt gods Menhammar gård på Ekerön, var en svensk krögare, kokboksförfattare, konstsamlare och mecenat.

## Biografi

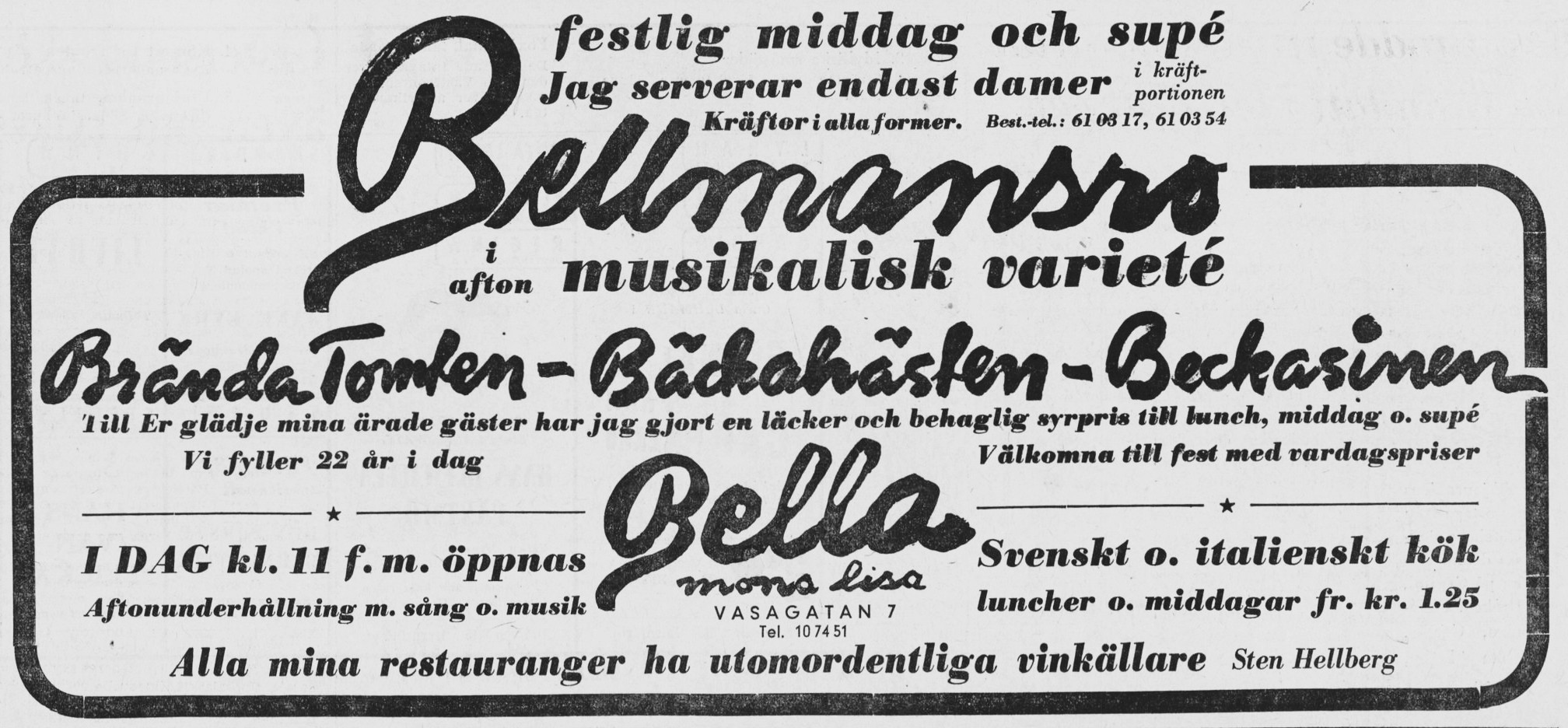
Annons i Dagens Nyheter, 1944.

Innan Hellberg blev krögare var han sjukgymnast, börsspekulant, tidningsredaktör och konsthandlare. Efter en vistelse i USA, där han bland annat inredde några restauranger, kom han till Stockholm. Med sin restaurang Brända tomten introducerade han 1922 en ny restaurangstil i Sverige. Till en början var Brända tomten samtidigt både konsthandel och restaurang. Snart övertog restaurangverksamheten och konsthandeln upphörde. På Brända tomten och systerrestaurangen Bäckahästen skapade den teater- och konstintresserade Hellberg en teaterliknande atmosfär där rummen hade fantasifulla teman. 
Han höll även en originell matsedel med låga priser där rätterna fick fantasinamn som ”Hawaiiansk påfågelfilé”, ”Chefens bröst på champinjonbädd”, ”Kärleksäpple” och ”Bellman och Ulla i guldsängen”. Den senare var entrecote i potatisrand med bearnaisefylld tomat. Hallberg tyckte att mat och konst hörde ihop. På sin gård Menhammar hade han en omfattande konstsamling.
Som mest drev han fyra restauranger samtidigt – utöver Bäckahästen och Brända tomten – även Beckasinen på Birger Jarlsgatan 3 och Bellmansro på Djurgården som samtliga blev mycket populära. Beckasinen var en utökning av Bäckahästen in i grannfastigheten och båda restaurangerna hängde ihop invändigt. Bellmansro förvärvade Hellberg 1936 och stället förvandlades under honom till lyxrestaurang med dyrbar inredning och plats för 500 personer inomhus och 2 000 personer om man räknade in uteserveringen.
År 1940 publicerade han Sten Hellbergs svenska kokbok där han utöver matrecept även gav råd för levnadsvanor. Hellberg föredrog grönsaker framför stora stekar. Kött- och fiskrätter ingick men fiskrätterna var i majoritet. Originella var också de namn som Hellberg gav sina skapelser, exempelvis Chefens eget lilla hjärta i guldsås, Rara grönsaker på vårt eget lilla vis, Vi skiljas och mötas igen, Ironisk biffsauté, Socitetsnjure och Negeräpple. Boken innehöll även recept från Brända tomten, Bäckahästen, Beckasinen och Bellmansro.
I samband med sin 60-årsdag 1945 instiftade han ett årligt resestipendium för unga svenska konstnärer. För detta ändamål donerade han 50 000 kronor. 1946 sålde han Bäckahästen, Beckasinen och Brända tomten men behöll Bellmansro. Hellberg avled barnlös 1947 på Menhammar. Om gården utbröt en arvstvist som satte tidningsrubriker. Striden gällde speciellt den dyrbara inredningen som representerade "omåttliga värden".

## Hellbergs restauranginteriörer

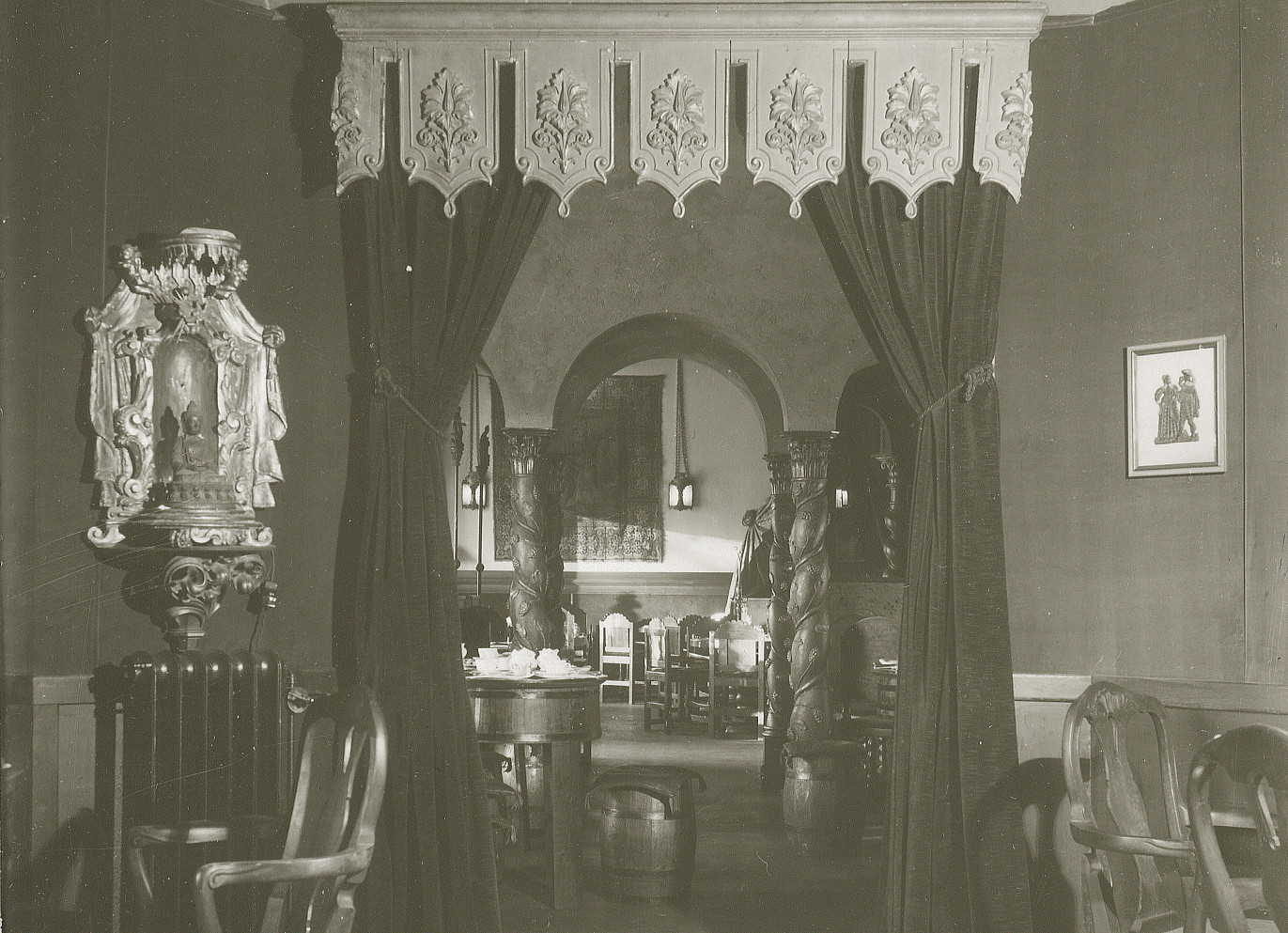
Bäckahästen (1928)
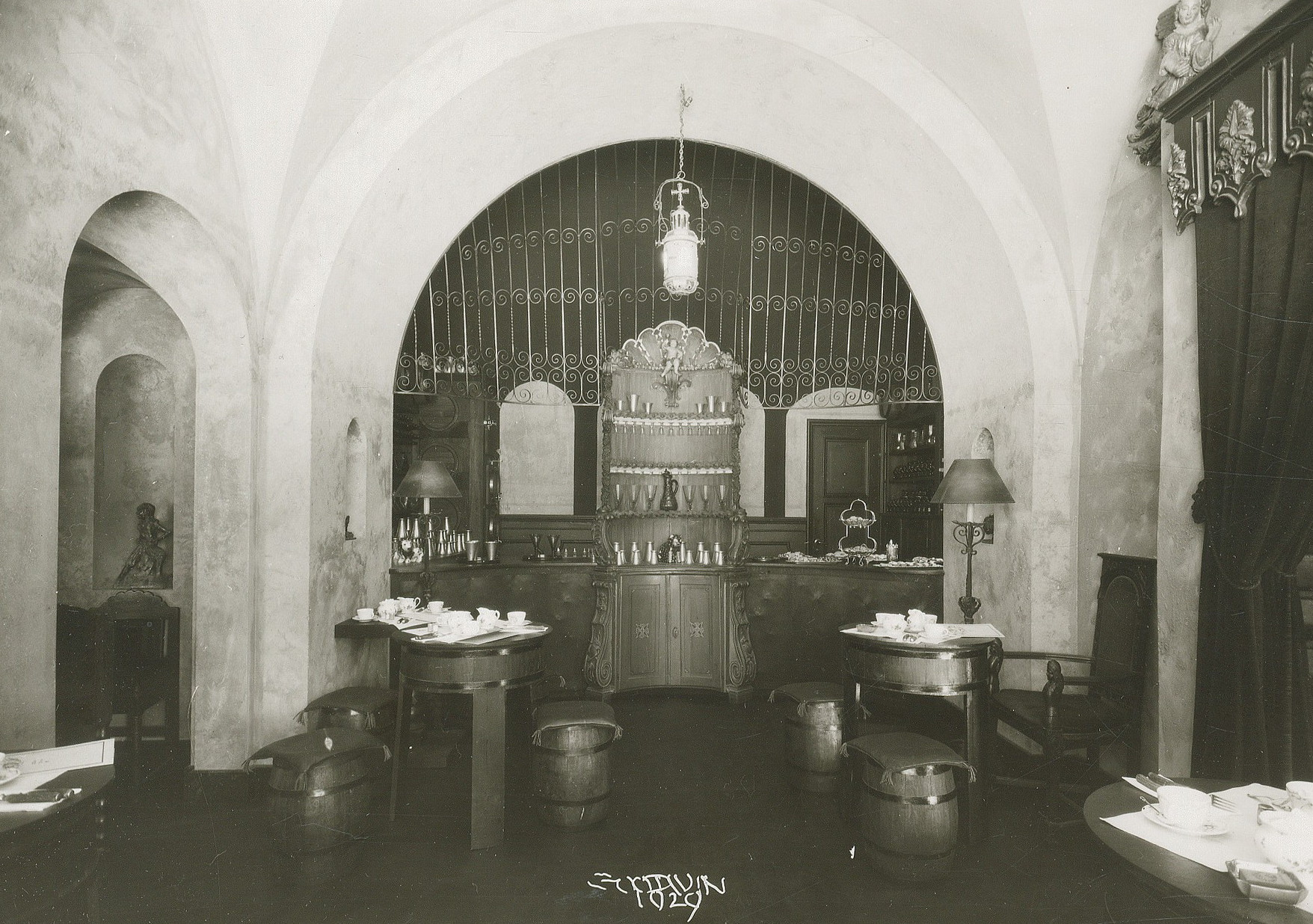
Bäckahästen (1929)
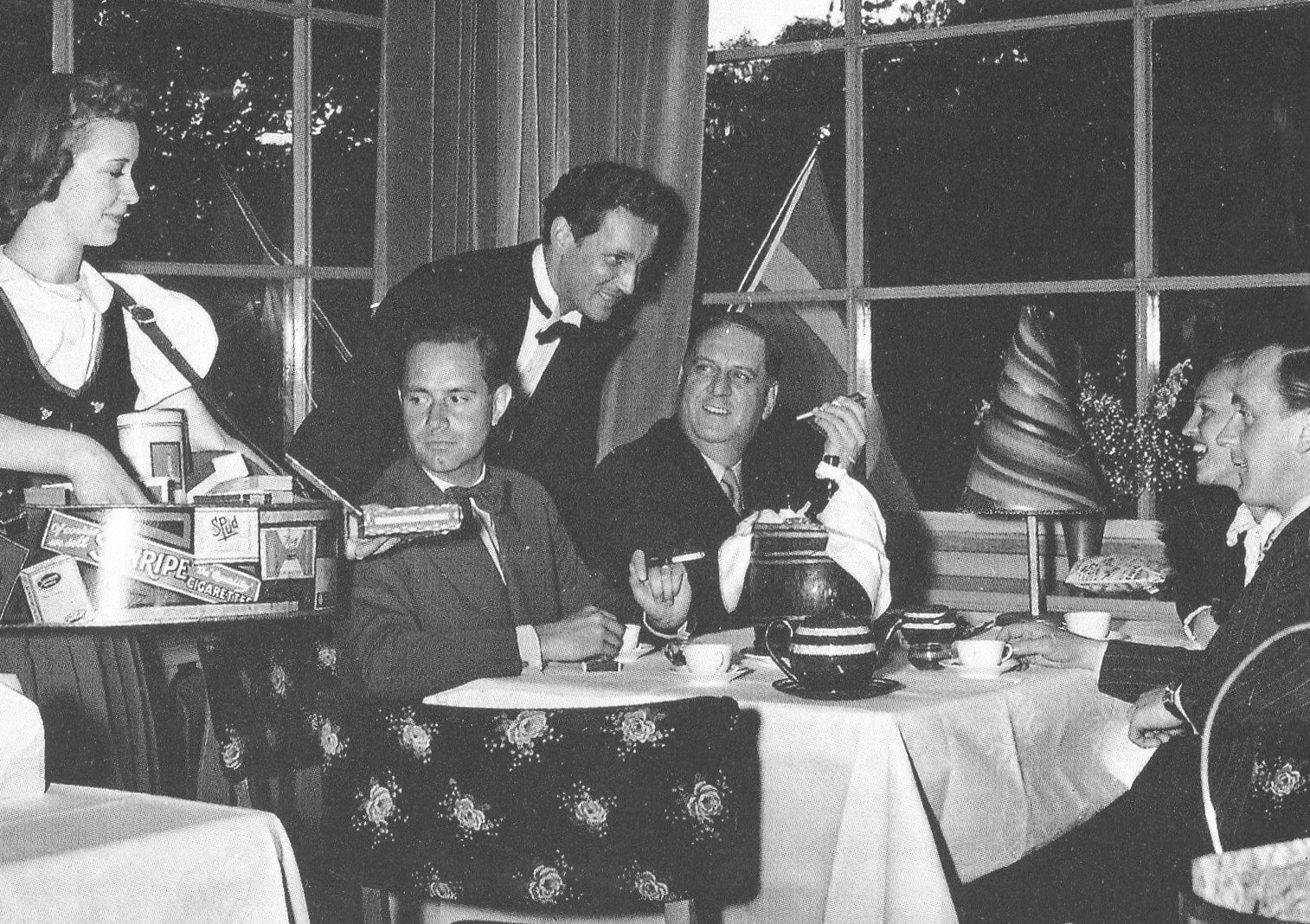
Bellmansro (1940)
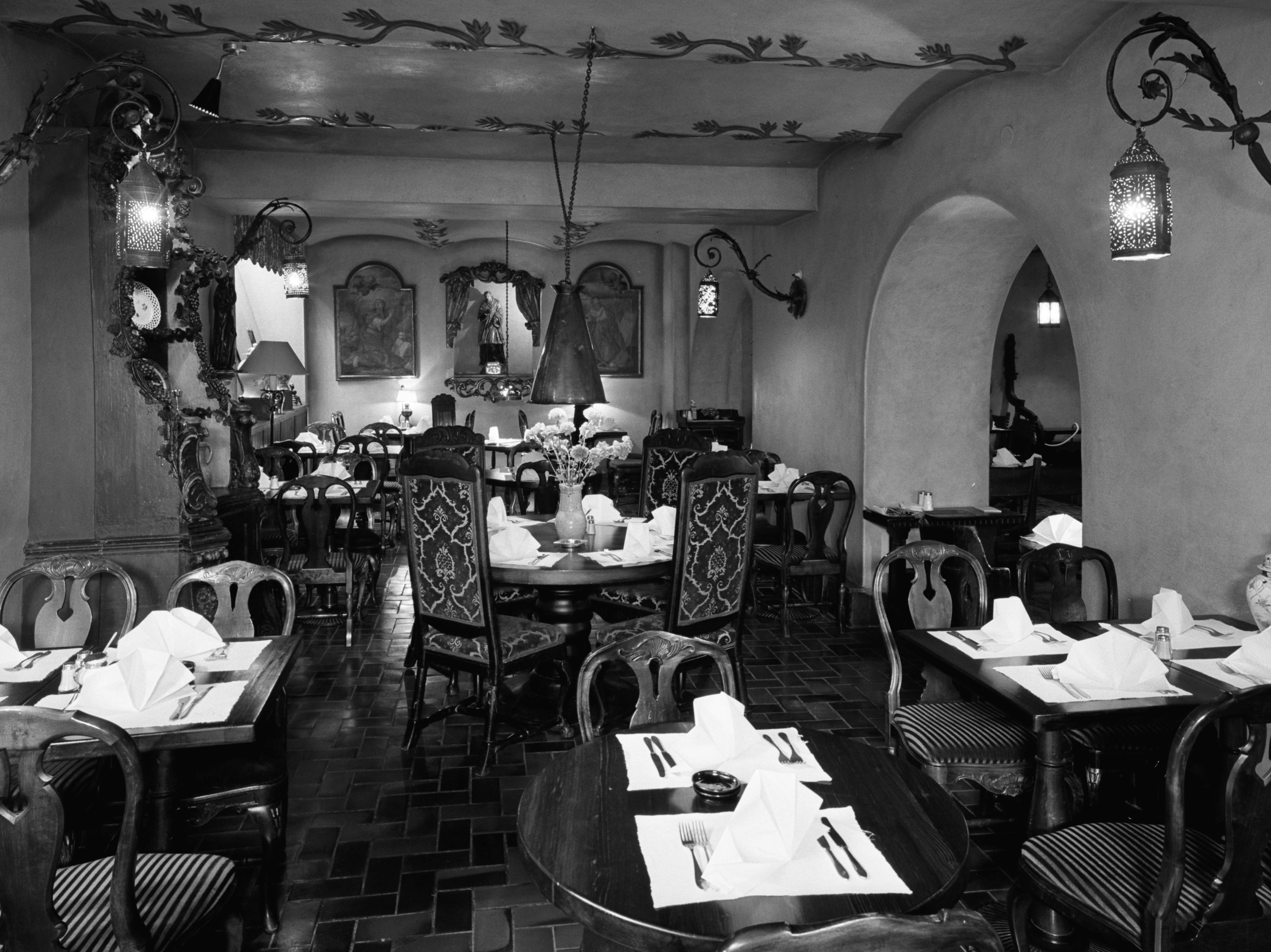
Brända tomten (1956)
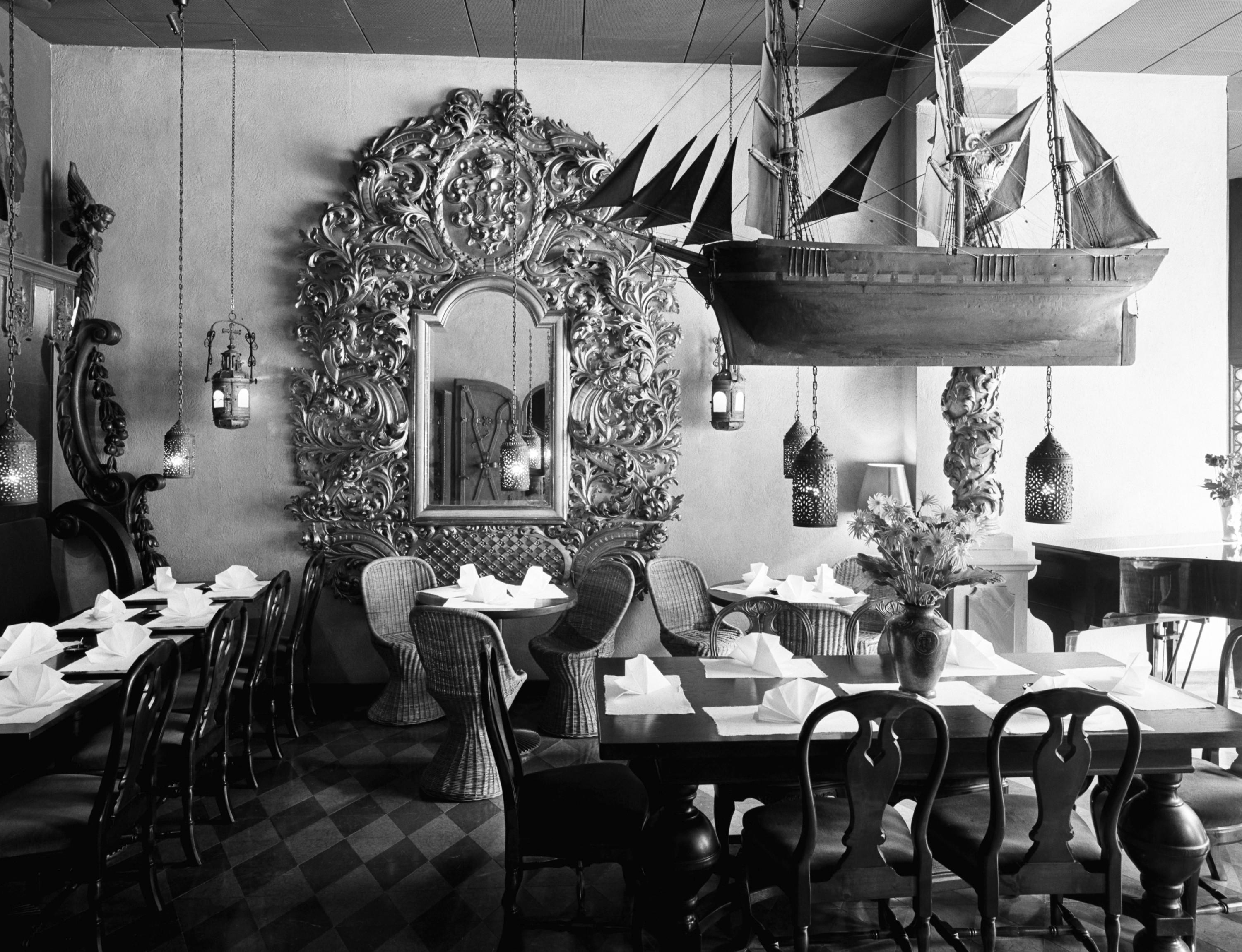
Brända tomten (1956)